# Comté de Restigouche
Le comté de Restigouche, autrefois Ristigouche, (population 2016 : 30 955) est situé au nord du Nouveau-Brunswick, Canada. Le comté tient originellement son nom de la rivière Ristigouche qui s'étend à travers le comté et qui est connu pour son saumon, qui a, depuis des décennies, attiré la curiosité de touristes américains et canadiens. Les forêts gouvernent l'économie locale.

## Histoire administrative
Au début du XIXe siècle, l'Ouest du comté de Gloucester est dirigé par une élite composée de Loyalistes et d'Écossais, notamment Robert Ferguson. L'arrivée d'autres immigrants leur fait toutefois perdre de l'influence. Il organise des réunions en 1836 afin de demander la création du comté de Restigouche à partir d'une portion du comté de Gloucester, ce qui est accepté par le gouvernement en 1837.

## Gouvernements locaux
| Numéro | Nom                 | Statut            | Population estimée (2021) | ± | Superficie (km²) | Densité |
| ------ | ------------------- | ----------------- | ------------------------- | - | ---------------- | ------- |
| 9      | Baie-des-Hérons     | Ville             | 5266                      |   |                  |         |
| 10     | Belledune (partie)  | Village           | 1 417                     |   | 189,33           |         |
| 8      | Bois-Joli           | Village           | 3890                      |   |                  |         |
| 7      | Campbellton         | Cité              | 12391                     |   |                  |         |
|        | Eel River 3         | Réserve indienne  |                           |   | 1,40             |         |
|        | Indian Ranch        | Réserve indienne  |                           |   | 0,56             |         |
| 6      | Kedgwick            | Communauté rurale | 2282                      |   |                  |         |
|        | Moose Meadows 4     | Réserve indienne  |                           |   |                  |         |
| DR 1   | Nord-Ouest (partie) | District rural    | 6596                      |   |                  |         |
| DR 2   | Restigouche         | District rural    | 1825                      |   |                  |         |
| 5      | Saint-Quentin       | Ville             | 3654                      |   |                  |         |

## Démographie
| Année | Population | Changement |
| ----- | ---------- | ---------- |
| 2006  | 33 834     | 6,4 %      |
| 2001  | 36 134     | 6,6 %      |
| 1996  | 38 701     | 1,4 %      |
| 1991  | 39 248     | N/A        |

| Langue              | Population | Pourcentage |
| ------------------- | ---------- | ----------- |
| Français seulement  | 21 030     | 63,64 %     |
| Anglais seulement   | 11 175     | 33,82 %     |
| Anglais et français | 425        | 1,29 %      |
| Autres langues      | 415        | 1,25 %      |

| 2001   | 2006   | 2011   | 2016   |
| ------ | ------ | ------ | ------ |
| 36 134 | 33 834 | 32 594 | 30 955 |

## Ancienne administration territoriale
| Période                                  | Période | Identité         | Étiquette | Qualité |
| ---------------------------------------- | ------- | ---------------- | --------- | ------- |
| 19??                                     | 196?    | RW Taylor        |           |         |
| 18??                                     | 18??    | William Hamilton |           |         |
| Les données manquantes sont à compléter. |         |                  |           |         |